# Otto von Ebmeyer
Louis Otto Ebmeyer, seit 1894 von Ebmeyer (* 24. April 1850 in Hamm; † 29. August 1919 in Wiesbaden) war ein preußischer Offizier, langjähriger Adjutant des Reichskanzlers von Caprivi sowie Kurdirektor von Wiesbaden.

## Leben

### Herkunft
Er war der Sohn des preußischen Regierungsrates in Minden Otto Ebmeyer (1819–1870).

### Militärkarriere
Ebmeyer besuchte Gymnasien in Frankfurt (Oder) und Minden. Am 5. August 1869 trat er als Avantageur in das Ostfriesische Infanterie-Regiment Nr. 78 der Preußischen Armee ein. Dort wurde er am 8. März 1870 zum Portepeefähnrich sowie während des Krieges gegen Frankreich am 2. September 1870 zum Sekondeleutnant befördert. Während des Krieges nahm Ebmeyer an den Schlachten bei Vionville, Gravelotte, Beaune-la-Rolande und Le Mans teil. Für seine Leistungen bei der Einschließung von Metz erhielt er das Eiserne Kreuz II. Klasse.
Nach dem Friedensschluss verblieb Ebmeyer mit seinem Regiment noch bei der Okkupationsarmee in Frankreich und stieg am 1. September 1873 zum Adjutanten des I. Bataillons auf. Bis 15. Juli 1886 avancierte Ebmeyer zum Hauptmann und wurde als solcher am 15. Februar 1887 zum Kompaniechef ernannt. Am 21. März 1890 stellte man Ebmeyer à la suite seines Regiments und kommandierte ihn zur Dienstleistung als Adjutant des Reichskanzlers Leo von Caprivi nach Berlin. Unter Belassung in dieser Stellung war er ab 17. April 1890 zum Auswärtigen Amt kommandiert. Am 27. Januar 1893 erhielt Ebmeyer den Charakter als Major und wurde unter Beibehaltung seiner Stellung à la suite in das Kaiser Franz Garde-Grenadier-Regiment Nr. 2 versetzt.
In Würdigung seiner Verdienste wurde Ebmeyer am 28. Mai 1894 durch Wilhelm II. in den erblichen preußischen Adelsstand erhoben. Mit der Entlassung Caprivis Ende Oktober 1894 endete auch seine Tätigkeit als Adjutant des Reichskanzlers. Daher wurde Ebmeyer am 15. Dezember 1894 von seinem Kommando beim Auswärtigen Amt entbunden und als Bataillonskommandeur in das 5. Badische Infanterie-Regiment Nr. 113 nach Freiburg im Breisgau versetzt. Hier kommandierte er zunächst das IV., später das I. Bataillon. Mit der gesetzlichen Pension und der Berechtigung zum Tragen der Uniform des Infanterie-Regiments „Herzog Friedrich Wilhelm von Braunschweig“ (Ostfriesisches) Nr. 78 wurde Ebmeyer am 14. Dezember 1897 der Abschied bewilligt.

### Zivilleben
Nach seiner Verabschiedung betätigte sich Ebmeyer seit 1. Januar 1898 als Kurdirektor von Wiesbaden und war maßgeblich für den Bau des Neuen Kurhauses sowie die Modernisierung des Kurbetriebes verantwortlich. Während seiner Amtszeit nahm die Einrichtung einen anerkannten Platz in Deutschland ein und genoss außerordentliches internationales Ansehen im Bereich der Gesunderhaltung.

### Familie
Ebmeyer hatte sich am 16. September 1882 in Leer mit Hedwig von Hoorn (* 1858) verheiratet. Aus der Ehe ging die Tochter Margarete (* 1883) und der Sohn Otto Jakobus Wilhelm (1885–1918) hervor, der während des Ersten Weltkriegs als Rittmeister im Leib-Dragoner-Regiment (2. Großherzoglich Hessisches) Nr. 24 vor Arras gefallen war.